# Cântec de gheață și foc
Seria Cântec de gheață și foc (titlu original A Song of Ice and Fire) este o fantezie epică scrisă de romancierul și scenaristul american George R. R. Martin. Martin a început să lucreze la serie în 1991, primul volum fiind publicat în 1996. Planificată inițial ca trilogie, seria cuprinde la ora actuală cinci romane publicate și încă douǎ aflate în stadiul de proiect. Există și un preludiu format din trei nuvele, cărora e posibil să li se mai adauge câteva, precum și o serie de nuvele conținând fragmente din romane. Unul dintre aceste fragmente a primit premiul Hugo. Seria a fost tradusă în peste douăzeci de limbi, iar al patrulea volum a debutat pe lista de bestsellere a The New York Times direct pe primul loc. Per ansamblu, seria s-a vândut în peste 3,5 milioane de exemplare în SUA și în peste 7 milioane în restul lumii.
Acțiunea din Cântec de gheață și foc se petrece într-o lume fictivă, în principal pe continentul numit Westeros, dar și pe un uscat din est, cunoscut sub numele de Essos. Majoritatea personajelor sunt umane, dar, pe măsură ce seria avansează, sunt introduse și alte rase, cum ar fi recii și periculoșii Ceilalți din nordul extrem și dragonii care scuipă foc din Est, ambele rase fiind considerate dispărute de către oamenii poveștii. Seria conține trei fire narative principale:
1. cronica unui război civil dinastic pentru coroana Westeros-ului, purtat între diferite familii;
2. amenințarea crescândă a Celorlalți, aflați dincolo de uriașul zid de gheață care marchează frontiera nordică a Westeros-ului;
3. ambiția lui Daenerys Targaryen - fiica exilată a regelui care fusese omorât în timpul altui război civil, cu cincisprezece ani mai înainte - de a reveni în Westeros și de a-și revendica dreptul la tron.

Pe măsura evoluției seriei, cele trei fire narative se împletesc și devin dependente unul de celălalt.
Seria este relalată la persoana a treia, prin intermediul perspectivei unora dintre personaje. Până la sfârșitul volumului al patrulea, există șaptesprezece personaje din perspectiva cărora sunt relatate mai multe capitole și opt care au doar un capitol.
Popularitatea crescândă a seriei a determinat compania HBO să realizeze o ecranizare pentru televiziune, numită Urzeala tronurilor. Episodul pilot a fost produs în 2009, iar angajamentul pentru o serie de nouă episoade a fost luat în martie 2010.
Pe baza cărților s-au realizat table de joc  și RPG-uri, precum și culegeri de ilustrații bazate pe serie sau inspirate de ea. Compania franceză de jocuri video Cyanide a anunțat că a semnat un parteneriat cu Martin pentru realizarea unei adaptări a cărții sub forma unui joc video, intitulată A Game of Thrones: Genesis. Jocul a fost lansat în septembrie 2011.

## Cadru
Imaginea de ansamblu a seriei Cântec de gheață și foc este dezvăluită în cadrul lungilor anexe de la sfârșitul fiecărui volum, împreună cu informațiile adiționale din corpul romanului, din nuvele sau din RPG.
Acțiunea are loc în principal în Cele Șapte Regate din Westeros, un continent mare, de dimensiunea Americii de Sud, a cărui istorie coboară în timp în urmă cu mii de ani și în care anotimpurile durează câțiva ani. Nativii locului au fost Copiii Pădurii (ai căror zei vechi încă mai sunt venerați în nord), o rasă care a trăit în armonie cu natura, posedând o magie puternică. Primii Oameni, o civilizație de călăreți războinici primitivi din Epoca Bronzului, a venit de pe continentul estic peste un istm (distrus în conflictele care au urmat) și au purtat cu Copiii o serie de războaie care s-au încheiat printr-un pact în urma căruia Primilor Oameni le reveneau zonele libere, iar Copiilor pădurile.
Pactul a fost slăbit patru mii de ani mai târziu, odată cu sosirea Celorlalți, o rasă enigmatică din nordul extrem, care a pătruns în sudul Westeros-ului și a provocat morți și distrugeri, aducând o noapte care a durat o generație și o iarnă care a durat decenii. În Războiul Zorilor, Ceilalți au fost împinși înapoi de Primii Oameni și de Copiii Pădurii, iar un zid uriaș a fost construit pentru a opri revenirea lor spre sud. În secolele care au urmat, Copiii au dispărut cu încetul și se presupune că au părăsit Westeros-ul sau că au murit cu toții.
Aproximativ două mii de ani mai târziu, Andalii au traversat marea îngustă dinspre continentul estic, aducând cu ei arme de fier, cai de război și Credința Celor Șapte. Ei au debarcat în Valea lui Arryn și, pe parcursul câtorva mii de ani, au subjugat regatele sudice, nordul rămânându-le inaccesibil din cauza apărării naturale. În timp, în Westeros s-au format șase regate mari și puternice: Regatul Nordului, Regatul Insulelor de Fier, Regatul Văii și Cerului, Regatul Rock, Regatul Regilor Furtunii și Regatul Reach. Un al șaptelea regat - cel al ținuturilor riverane - a fost cucerit deseori de vecinii săi fiind, în cele din urmă, distrus. Micile regate din deșert, situate în sudul extrem al Westeros-ului, au fost permanent frământate de războaie. Cu o mie de ani înaintea evenimentelor romanelor, o mare mulțime de refugiați din regiunea râului Rhoyne de pe continentul de est - alungată de puterea crescândă a unui imperiu îndepărtat, numit Valyria — a traversat marea îngustă sub conducerea reginei războinice Nymeria și a debarcat în regiunea sudică a Westeros-ului. Rhoynarii s-au aliat cu lordul Mors Martell și au cucerit peninsula sudică, Dorne, formând un alt regat puternic.
Cinci secole mai târziu, expansiunea imperiului valyrian a ajuns pe coastele mării înguste, stabilind relații cu Westeros-ul și folosind insula Pietrei Dragonului ca port comercial. Peste mai puțin de un secol, imperiul a fost distrus de un dezastru titanic. Familia valyriană care controla Piatra Dragonului, Targaryenii, a petrecut secolul care a urmat făcând pregătiri pentru a cuceri Westeros-ul, pe care l-a invadat sub conducerea lui Aegon Cuceritorul. Deși forțele le erau slabe, aveau cu ei ultimii trei dragoni ai lumii vestice, pe care i-au folosit pentru a cuceri continentul. În acest război au fost cucerite șase din cele șapte regate, rezistența din Dorne fiind atât de îndârjită, încât Aegon a acceptat să recunoască independența acestui regat. Targaryenii au adoptat Credința nativă a Celor Șapte (deși au păstrat tradiționala căsătorie valyriană între frați, în ciuda învățăturilor Credinței) și obiceiurile Westeros-ului și, în câteva decenii, au zdrobit orice urmă de rezistență. În cele din urmă, Dorne a fost absorbit în urma unei alianțe încheiate prin căsătorie. Ultimii dragoni au murit la o sută cincizeci de ani după instaurarea conducerii targaryenilor, care devenise deja atât de puternică, încât nu a fost contestată în urma acestui eveniment.
Cu cinsprezece ani înaintea începutului romanelor, Targaryenii au fost înlăturați de la putere de un război civil provocat de nebunia și cruzimea Regelui Aerys al II-lea (numit "Regele Nebun"). Armatele targaryenilor au fost înfrânte de o alianță a caselor condusă de Robert Baratheon, Jon Arryn și Eddard Stark, care, în continuare, i-au omorât pe moștenitorii regelui și au distrus mare parte a stirpei lui, în afara soției lui însărcinate și a fiului său, Viserys, care au fugit la Piatra Dragonului. Însuși Regele Aerys a fost omorât de Jaime Lannister, sabia lui jurată, care de atunci a ajuns să fie numit Regicidul. Soția lui Aerys a murit la nașterea lui Daenerys Targaryen, care a fost dusă de susținătorii loiali dincolo de marea îngustă, spre Orașele Libere, pentru a fi în siguranță. Între timp, Robert Baratheon a ocupat Tronul de Fier și s-a căsătorit cu Cersei Lannister, al cărei tată, Tywin, i-a predat prin înșelăciune lui Robert capitala, Debarcaderul Regelui.

## Rezumat
Cântec de gheață și foc urmărește trei fire narative principale, împărțite în funcție de geografie și participanți.
Primul fir narativ, desfășurat în Cele Șapte Regate, prezintă lupta pentru Tronul de Fier, care are loc după moartea Regelui Robert. Tronul este revendicat de fiul său, Joffrey, sprijinit de puternica familie a mamei sale, Casa Lannister. Dar lordul Eddard Stark, Mâna Regelui Robert, află despre copiii lui Robert cu Cersei că sunt nelegitimi, așa încât tronul ar trebui să îi revină nepopularului frate mai vârstnic a lui Robert, Stannis. Fratele mai tânăr al lui Robert, carismaticul și popularul Renly, revendică și el tronul, ignorând ordinea pretendenților și beneficiind de sprijinul puternicei Case Tyrell. În timp ce pretendenții se luptă pentru Tronul de Fier, Robb Stark, moștenitorul lordului Eddard Stark, este proclamat Rege al Nordului de către nordici și aliații lor din ținuturile riverane, dornici de a redeveni o zonă care se autoguvernează. La fel, Balon Greyjoy vrea ca Insulele de Fier să redevină independente, proclamându-se Rege al lor. Acest așa numit Război al celor cinci regi constituie principala acțiune a primelor trei romane; al patrulea roman se preocupă cu încercarea Westeros-ului de a-și reveni după război, pentru a face față iernii și mașinațiunilor politice ale celor care caută să iasă în câștig de pe urma situației create.
Al doilea fir narativ se desfășoară la frontiera nordică a Westeros-ului. Aici, cu multe mii de ani în urmă, a fost ridicat un uriaș zid de gheață pentru a apăra Westeros-ul de amenințarea Celorlalți, o rasă de creaturi mitice care trăiește în nordul extrem. Zidul, lung de 480 km și înalt de 210 m, este apărat și întreținut de Frații Jurați ai Rondului de Noapte, a căror datorie este de a păzi regatul de Ceilalți. În perioada în care începe acțiunea romanelor, Ceilalți nu au mai fost văzuți de 8.000 de ani, iar Rondul de Noapte a devenit mai mult o colonie penală: forța sa e redusă, fiind formată în principal din criminali și refugiați, având puțini cavaleri sau oameni de onoare care să îi linișteasca; problemele sunt create de "sălbatici" sau "oamenii liberi" care trăiesc dincolo de Zid. Povestea este relatată in perspectiva lui Jon Snow, fiul bastard al lui Eddard Stark, care urcă scara ierarhică până ajunge Lord Comandant. Începând cu sfărșitul celui de-al treilea volum, acest fir narativ începe să se împletească cu cel al războiului civil din sud.
Al treilea fir narativ se desfășoară pe continentul estic, Essos, aflat dincolo de marea îngustă, relatând aventurile lui Daenerys Targaryen, ultima descendentă a Casei Targaryen și pretendentă la Tronul de Fier. Aventurile lui Daenerys urmăresc drumul ei de la momentul vânzării către un lord barbar, pentru măritiș, până la transformarea într-o conducătoare abilă și puternică. La acest urcuș contribuie și nașterea celor trei dragoni, creaturi despre se credea că au dispărut, din ouăle fosilizate primite ca dar de nuntă. Deoarece dragonii sunt simbolul familiei sale, aceste creaturi au o valoare simbolică până când vor crește suficient ca să fie de folos în luptă. Deși povestea ei este despărțită de cea a celorlalți de mii de km, scopul ei este de a revendica Tronul de Fier.

## Concepție și realizare

### Istoric
Martin este pasionat de cavaleri și de istoria medievală, dar primele sale romane și povestiri se încadrau mai curând în genul science fiction; totuși, el a scris și câteva povestiri fantasy, cum ar fi The Ice Dragon. La mijlocul anilor '80, Martin a lucrat în principal pentru Hollywood, ca scriitor și producător al serialelor Zona crepusculară și Frumoasa și bestia. După încheierea serialului Frumoasa și bestia în 1989, Martin a revenit la proză și a început lucrul la romanul Avalon. În 1991, în timp ce lucra la el, Martin a scris o scenă în care câțiva copii găseau cadavrul unui lup străvechi al cărui gât fusese străpuns de un corn de cerb. Lupul străvechi avea câțiva pui, pe care copiii i-au luat ca să îi crească. Imaginația lui Martin a dus ideea mai departe, transformând-o într-o fantezie epică pe care a conceput-o ca o trilogie formată din trei cărți: Urzeala tronurilor, Dansul dragonilor și The Winds of Winter. Anterior, Martin nu găsise prea multă inspirație în acest gen, dar citind seria lui Tad Williams Memory, Sorrow, and Thorn s-a convins că el poate fi abordat într-o manieră mai matură decât o făcuseră ceilalți autori.
După o pauză în care a produs episodul pilot pentru serialul de televiziune Doorways, Martin a reluat lucrul la Urzeala tronurilor în 1994, terminând-o în anul următor, deși ajunsese abia la jumătate din ce își planificase inițial pentru primul roman. Prin urmare, Martin e extins seria la patru cărți, iar apoi la șase. Urzeala tronurilor a fost publicată în 1996. În Marea Britanie, cartea a constituit obiectul licitații strânse, câștigată în cele din urmă de HarperCollins pentru 450.000£. Publicitatea dinaintea lansării a inclus lansarea nuvelei Sângele dragonului, care avea să câștige în 1997 premiul Hugo pentru "Cea mai bună nuvelă". Pentru ca Urzeala tronurilor să încapă într-un singur volum, Martin a eliminat din ea ultimul sfert, transformându-l în secțiunea de început a celei de-a doua cărți, Încleștarea regilor publicată în 1998. În mai 2005, Martin relata că manuscrisul Urzelii tronurilor avea 1088 pagini fără anexe, iar Încleștarea regilor ajungea la 1184 pagini.

### Influențe
Deși Martin a recunoscut influența operelor lui J.R.R. Tolkien, Jack Vance și Tad Williams, seria diferă de aceste opere anterioare prin interesul crescut arătat folosirii unor elemente realiste. În timp ce Tolkien s-a inspirat din mitologie, Cântec de gheață și foc este în mod evident influențată de istoria medievală, în special de Războiul celor Două Roze. De asemenea, în timp ce Tolkien prezenta relații romantice, Martin scrie deschis despre sex, inclusiv despre incest, adulter, prostituție și viol. Astfel, copiii nelegitimi joacă un rol important de-a lungul seriei, ceea ce a făcut ca ea să fie considerată un nou val 'curajos' al fanteziei epice de către autorii care au urmat, inclusiv Scott Lynch, Joe Abercrombie, Steven Erikson și Scott Bakker. Pe site-ul personal, Martin a afirmat că autorii de istorie fictivă cum ar fi Bernard Cornwell și George MacDonald Fraser au influențat seria. Martin este de părere că textul scris de Robert Jordan pe spatele primei cărți a fost determinant în asigurarea succesului inițial al seriei printre cititorii de fantasy.
Martin este un cercetător pasionat al Evului Mediu și a afirmat că Războiul celor Două Roze, împreună cu alte evenimente petrecute în Europa în acea perioadă au influențat seria. Cu toate acestea, el atrage atenția că "nu există o echivalență reală între personaje. Îmi place să folosesc istoria pentru a da farmec fanteziei mele, pentru structură și verdicitate, dar simpla rescriere a istoriei schimbând numele nu mă atrage. Prefer să-mi imaginez totul și să duc lucrurile în direcții noi și neașteptate."

## Istoria publicării
| #  | Titlu               | Pagini                | Capitole   | Prima ediție americană |
| -- | ------------------- | --------------------- | ---------- | ---------------------- |
| 1. | Urzeala tronurilor  | 1216 (996 hardcover)  | 73         | August 1996            |
| 2. | Încleștarea regilor | 1440 (1040 hardcover) | 70         | Noiembrie 1998         |
| 3. | Iureșul săbiilor    | 1784 (1312 hardcover) | 82         | August 2000            |
| 4. | Festinul ciorilor   | 1352 (840 hardcover)  | 46         | Octombrie 2005         |
| 5. | Dansul dragonilor   | (1352 hardcover)      | 73         | iulie 2011             |
| 6. | The Winds of Winter | (în lucru)            | (în lucru) | (în lucru)             |
| 7. | A Dream of Spring   | (în lucru)            | (în lucru) | (în lucru)             |

Totalul paginilor se referă la edițiile hardcover americane.
După dezvoltarea seriei la patru volume, Martin a comentat: "Ce pot spune? Este o poveste COMPLEXĂ, cu mii de personaje."
După finalizarea Iureșului săbiilor în 2000, Martin a început lucrul la Dansul dragonilor, care se dorea a fi al patrulea volum și care relua povestea cinci ani mai târziu. Martin și-a dat seama că acest lucru implica folosirea excesivă a pasajelor în care se menționau evenimentele perioadei scurse. La Convenția Mondială de Science Fiction din Philadelphia, pe 1 septembrie 2001, Martin a anunțat că a renunțat la ce a scris mai bine de un an și a luat-o de la capăt cu o altă a patra carte, menită să umple golurile, intitulată Festinul ciorilor. Lucrul la noua carte, pornit de la zero, s-a dovedit destul de dificil și a progresat lent, mai ales deoarece acțiunea romanului nu era în planurile inițiale ale autorului.
Până în mai 2005, Festinul ciorilor devenise mai lungă decât Iureșul săbiilor (al cărei manuscris avea 1521 de pagini), iar editorii lui Martin l-au informat că nu o pot publica într-un singur volum. Ei i-au sugerat să împartă cartea în două și să o lanseze sub forma Festinul ciorilor, volumul I și Festinul ciorilor, volumul II, dar Martin nu a agreat ideea. După ce a discutat cu editorii și cu prietenul său, scriitorul Daniel Abraham, Martin a decis să împartă cartea în două ținând cont de personaje și de locații. Festinul ciorilor a ajuns astfel să conțină toate personajele din Sudul Celor Șapte Regate, în timp ce anunțata Dansul dragonilor avea să includă personajele din Nord, Orașele Libere și Golful Sclavilor.
Într-o declarație făcută în mai 2005, autorul a mai făcut cunoscut că noua mișcare va ridica numărul cărților seriei la șapte. Martin a recunoscut că această decizie ar putea produce frustrare în rândul unora dintre fani. El scria: "Știu că unii dintre voi s-ar putea să fie dezamăgiți, mai ales după ce cumpărați Festinul ciorilor și descoperiți că personajul vostru preferat nu apare, dar ținând cont de situație cred că asta a fost cea mai bună soluție... și de ce o analizez mai bine, de aceea îmi dau seama că aceste romane paralele, atunci când vor fi luate împreună, vor spune povestea mai bine ca unul singur."
Problema fiind soluționată, Festinul ciorilor a fost lansată în octombrie 2005, fiind aclamată de critici. Time l-a numit pe Martin "Tolkien-ul Americii", iar romanul a urcat direct în vârful listei de bestsellere din New York Times.
În ciuda speranței inițiale că Dansul dragonilor avea să fie publicată imediat după Festinul ciorilor, scrierea și revizuirea celei de-a cincea cărți s-a dovedit mult mai dificilă decât se anticipase. Pe 1 ianuarie 2008, Martin a scris pe site-ul său că speră să publice cartea până în toamna lui 2008, dar acest lucru a rămas la stadiul de speranță. Până în ianuarie 2011, autorul nu a mai dat niciun fel de detalii pe site. Martin mai anunțase în trecut pe blogul său termene de finalizare ale altor opere, iar în ultimii ani a anunțat și începerea unor noi proiecte, ceea ce i-a determinat pe unii fani să se întrebe dacă nu cumva și-a pierdut interesul pentru Cântec de gheață și foc. Martin a răspuns că nu este așa și a afirmat că va continua lucrul în ritmul său, împreună cu lucrul la celelalte proiecte, pentru a fi sigur că ele vor fi pe cât de bune le poate face. De atunci, el a mai dat detalii despre progresul realizat pe LiveJournal. Pe 11 octombrie 2010, editorul Anne Groell a confirmat că Martin mai are de terminat cinci capitole din Dansul dragonilor, capitole care deja sunt parțial scrise. De asemenea, și-a exprimat speranța că mansucrisul va fi gata până de Craciun. Acest lucru nu s-a întâmplat, romanul fiind publicat in iulie 2011.

### Opere suplimentare
Există și trei nuvele care se bazează pe capitole extrase din romane:
- Blood of the Dragon - nuvelă cuprinzând capitolele despre Daenerys din Urzeala tronurilor. A câștigat premiul Hugo pentru "Cel mai bun roman" în 1997.
- Path of the Dragon - a doua nuvelă bazată pe capitolele despre Daenerys, de data aceasta luate din Iureșul săbiilor.
- Arms of the Kraken - nuvelă bazată pe capitolele despre Insulele de Fier din Festinul ciorilor.

Mai există și trei nuvele separate, a căror acțiune se petrece în aceeași lume, cumoscute sub titulatura "Tales of Dunk and Egg", după protagoniști. Acțiunea lor se petrece cu nouăsprezece ani înaintea celor din romane și nu are legătură directă cu intriga Cântecului de gheață și foc.
- The Hedge Knight (1998)
- The Sworn Sword (2003)
- The Mystery Knight (2010)

The Hedge Knight și The Sworn Sword au apărut și sub formă de romane grafice la Dabel Brothers Productions. Autorul a afirmat că i-ar plăcea să scrie câteva povestiri (al căror număr variază de la șase la doisprezece de la un interviu la altul) care să acopere întreaga viață a celor două personaje. A treia nuvelă "Dunk and Egg", intitulată The Mystery Knight, a apărut în martie 2010 în antologia Warriors, editată de Martin și Gardner Dozois.
George R. R. Martin, împreună cu Elio M. García, Jr. și Linda Antonsson lucrează la un volum escortă al seriei, a cărui dată de lansare nu a fost încă anunțată. García și Antonsson conduc cea mai mare comunitate Cântec de gheață și foc de pe web și au contribuit la scrierea primului RPG. Volumul escortă a primit titlul The World of Ice and Fire la conferința Worldcon din 2006, în timpul unui dialog purtat între scriitori. Ei au confirmat că volumul va începe cu o prezentare a istoriei, conținând informații despre personaje, multe însemne heraldice și cel puțin arborele genealogic al familiei Targaryen, dacă nu chiar mai mult. Cartea va conține o sumedenie de ilustrații și va fi publicată după lansarea volumului Dansul dragonilor. Artistul Ted Nasmith, cunoscut în special pentru ilustrațiile realizate în operele lui J. R. R. Tolkien, a fost rugat să realizeze câteva panorame și castele pentru carte. În corespondența sa cu editorii, Nasmith a fost informat că termenul limită de lansare este primăvara lui 2008, dar data a cunoscut amânări succesive.Pe 28 octombrie 2014 in America de Nord si Australia este publicata cartea The World of Ice and Fire care contine nenumarate informatii cu privire la Westeros si Essos.

## Premii și nominalizări
- Urzeala tronurilor (1996) - câștigător al premiului Locus , nominalizat la premiile Nebula și World Fantasy, 1997[33]
- Încleștarea regilor  (1998) - câștigător al premiului Locus, nominalizat la premiu Nebula, 1999[34]
- Iureșul săbiilor (2000) - câștigător al premiului Locus, nominalizat la premiile Hugo și Nebula, 2001[35]
- Festinul ciorilor (2005) - nominalizat la premiile Hugo, Locus și British Fantasy, 2006[36]

## Ecranizare
În martie 2010, HBO a dat undă verde unui serial de televiziune bazat pe Cântec de gheață și foc, David Benioff și Dan Weiss fiind desemnați să îl scrie și să îl producă.  Intitulat Game of Thrones, îi are în distribuție pe Sean Bean, Peter Dinklage și Lena Headey. Serialul va acoperi un roman pe sezon, primul sezon debutând în primăvara lui 2011. Producătorii serialului HBO au hotărât că vor fi filmate doar șapte sezoane. George R. R. Martin se gândește și la o adaptare cinematografică a seriei Cântec de gheață și foc sau/și a seriei de romane „Tales of Dunk and Egg“.

## Vezi și
- The Shannara Chronicles